# DMRT1
DMRT1 (doublesex and mab-3 related transcription factor 1) is een gen dat transcriptiefactor DMRT1 codeert. Het gen bevindt zich bij de mens op locus 9p24.3 van chromosoom 9. Het DMRT1-eiwit heeft een DNA-bindingsdomein en is betrokken bij de mannelijke geslachtsbepaling.
Het gen is gerelateerd aan het doublesex-gen dsx van de fruitvlieg en mab3 van de rondworm Caenorhabditis elegans. Beide genen behoren tot de klasse van DM-domein-genen en zijn betrokken bij de geslachtsbepaling. Het DM-domein is een zinkvingerachtig DNA-bindingsdomein. Waar dsx bij de fruitvlieg als hoofd-regulatorgen fungeert bij de geslachtsbepaling, lijkt DMRT1 een kleinere rol te spelen bij de geslachtsdifferentiatie. Mogelijk zijn er bij gewervelden dan ook andere homologen van dsx die een rol spelen bij de differentiatie met functies die DMRT1 niet heeft. Hiervoor zijn enkele andere DMRT-kandidaten.
Expressie van DMRT1 is aanwezig in de testis, maar ook in de hersenen.